# Manila (1975)
Manila (Tagalog: Maynila: Sa mga kuko ng liwanag, wörtl. etwa Manila: In den Fängen der Strahlkraft) ist ein philippinischer Film aus dem Jahr 1975 unter der Regie von Lino Brocka. Er genießt das Renommee, einer der besten philippinischen Filme überhaupt zu sein. Das Drehbuch entstand nach dem Roman Sa mga kuko ng liwanag von Edgardo M. Reyes.

## Handlung
Julio Madiaga, ein junger Mann aus dem ländlichen Marinduque kommt in die Großstadt Manila auf der Suche nach seiner großen Liebe Ligaya Paraiso. Ligaya war einige Zeit zuvor den Versprechungen einer Mrs. Cruz folgend nach Manila gegangen, um eine Ausbildung zu machen und Arbeit zu finden. Ein Brief von Ligaya, den Julio immer bei sich trägt, ist seine einzige Erinnerung, nachdem Mrs. Cruz den Eltern Nachricht gegeben hat, dass Ligaya sie bestohlen hätte und aus ihrer Obhut verschwunden sei.
Der Film hat keine lineare Erzählstruktur. Der Zuschauer erfährt die eigentliche Geschichte in mehreren Rückblenden. Julio wurde ausgeraubt und arbeitete zunächst in Cubao, Quezon City, auf einer Baustelle, wo er sich mit Paul anfreundet. Dieser gibt ihm den Ratschlag, am Bahnhof Doroteo Jose Ausschau nach Mrs. Cruz zu halten. Julio hat Glück und kann ihr bis in das chinesische Viertel in Binondo folgen, wo er Ligayas Silhouette im oberen Stockwerk eines Ladens erkennt. Der Besitzer Ah Tek bestreitet, den Namen Ligaya Paraiso zu kennen. Die korrupte Polizei kann Julio nicht einschalten.
Um das Haus weiter beobachten zu können, ist Julio gezwungen, die ausbeuterischen und menschenverachtenden Bedingungen der Arbeitgeber zu erdulden. Auf einer weiteren Großbaustelle, wo er Atong kennenlernt, wird er Zeuge eines tödlichen Arbeitsunfalls und bald darauf entlassen. Völlig mittellos schläft er auf der Straße und gerät an Bobby, einen Stricher, der Julio dazu bringt, sich ebenfalls zu prostituieren. Mit dem so verdienten Geld beobachtet er zusammen mit Paul erneut das Haus, in dem er Ligaya vermutet. Als Julio die aus dem Haus kommende Mrs. Cruz zur Rede stellen will, schreit diese nach der Polizei. Julio wird verhaftet, doch der Polizist täuscht ihn und verschwindet mit seinem Geld.
Der Zufall hilft dem hoffnungslosen Julio, als er Ligaya schließlich auf der Straße sieht und ihr in eine Kirche folgt. Dort erzählt sie ihm, dass Mrs. Cruz die jungen Frauen aus der Provinz zur Prostitution nach Manila bringt. Ah Tek habe sie gekauft und als Gespielin wie ein Haustier eingesperrt. Endlich vereint, verabreden sich die beiden für eine Flucht, aber Ligaya erscheint nicht. Am nächsten Tag liest er in der Zeitung, dass Ligaya tot ist. Von der Beerdigung aus geht Julio zu Ah Teks Laden und ersticht ihn. Ein vom Geschrei der Haushälterin herbeigerufener Mob umzingelt ihn in einer Gasse. Mit einer Überblendung vom angsterfüllten Gesicht Julios auf das Profil von Ligaya im Sonnenuntergang endet der Film.

## Produktion
Der Film basiert auf dem Roman Sa mga Kuko ng Liwanag (wörtl. „In den Fängen der Strahlkraft“), geschrieben von Edgardo Reyes. Die Erstveröffentlichung war ein Fortsetzungsroman, der im Liwayway, einem Wochenmagazin, von 1966 bis 1967 erschien.
Die Adaption als Drehbuch war zunächst nur eine Übungsaufgabe, die Clodualdo del Mundo im Rahmen eines Drehbuch-Kurses am Ateneo de Manila schrieb. Seine Hauptaufgabe, das Originaldrehbuch Pepot Artista, hatte del Mundo bereits zur Hälfte des Semesters vollendet. Sein Professor, Nestor Torre, schlug ihm vor, für den Rest des Semesters ein weiteres Skript zu verfassen. Er wählte dem Roman von Reyes, um sich an einer Adaption zu versuchen. Nachdem er den Entwurf fertig hatte, zog er in die Vereinigten Staaten, wo er an der University of Kansas weiter studierte.
Miguel de Leon, Enkel der einflussreichen Produzentin Narcisa de Leon von LVN Pictures, hatte bisher lediglich Regie bei einem Kurzfilm geführt und plante nun, sich als Produzent zu etablieren. Er gründete die Produktionsfirma Cinema Artists und war auf der Suche nach einem passenden Stoff. Dabei dachte De Leon an seinen Freund und Ex-Kommilitonen vom Ateneo, del Mundo, dessen Skripte er verwenden wollte. Del Mundo stimmte zu und arbeitete das Drehbuch aus.
Lino Brocka, der für seinen Film Tinimbang Ka Ngunit Kulang erste Anerkennung erhalten hatte, wurde von de Leon für die Regie verpflichtet. Brocka nutzte die Chance mit dem Film scharfe Kritik an der Armut im Land zu üben, was von der Marcos-Regierung nicht gerne gesehen wurde. Darüber hinaus ließ Brocka das Drehbuch überarbeiten. Die Episode, die Julio als Stricher zeigt, war zuvor nicht Teil des Romans. Daneben wurde eine Passagen gestrichen, die sich um einen bereits von Julio begangenen Mord dreht.
Der Drehbeginn an Originalschauplätzen in Manila war 1974. Als Schauspieler für den Hauptcharakter wurde zuerst Jay Ilagan engagiert. Nach mehreren Drehtagen kam Brocka allerdings zu der Einsicht, dass die stattliche Konstitution Ilagans nicht zu seinem Bild von Julio passte. Die Neubesetzung war der Newcomer Bembol Roco, der nach einer kleinen Rolle in Brockas Tatlong, dalawa, isa hier seine erste Hauptrolle spielte.

## Hintergrund
Die Namen einiger Charaktere legen eine Deutung als sprechende Namen nahe. Ligaya Paraiso heißt wörtlich übersetzt „Freudiges Paradies“. Madiago kann als eine Ableitung von matiyaga (Tagalog für duldsam, beharrlich) gelesen werden. Der Name des Ausbeuters Ah tek spiegelt sich in dem umgangssprachlichen Ausdruck atik für Geld. Mrs. Cruz steht für das Kreuz, das die durch sie in die Prostitution gezwungenen Frauen zu tragen haben.
Bei den Internationalen Filmfestspielen von Cannes 2013 wurde eine durch The Film Foundation und das Film Development Council of the Philippines restaurierte Fassung gezeigt. 2014 wurde diese Version für eine Woche im Museum of Modern Art gezeigt.

## Auszeichnungen
Filipino Academy of Movie Arts and Sciences Awards (FAMAS) 1976:
- Bester Film
- Beste Regie (Lino Brocka)
- Bester Hauptdarsteller (Bembol Roco)
- Bester Nebendarsteller (Tommy Abuel)
- Bestes Drehbuch (Clodualdo del Mundo, Jr.)
- Beste Kamera (Miguel de Leon)